# Jalkasaari (ö i Birkaland, Tammerfors, lat 61,49, long 23,73)
Jalkasaari är en halvö i Finland. Den ligger i sjön Pyhäjärvi och i kommunen Tammerfors i den ekonomiska regionen Tammerfors och landskapet Birkaland, i den södra delen av landet, 160 km norr om huvudstaden Helsingfors.